# Давньогрецька трагедія
Давньогрецька трагедія виникла на основі щедрої та плідної народної творчості у вигляді культових обрядів, мімічних ігор тощо, тобто невід'ємної частини багатьох свят. Найголовнішими джерелами трагедії можна назвати чотири:
1. Народні свята на честь бога родючості й виноградарства Діоніса. Про важливість цього джерела свідчить те, що пізніше ім'я Діоніса поєднується з театральним мистецтвом, і саме цей бог стає його покровителем.
2. Народні свята на честь богині родючості і хліборобства Деметри, культ якої щорічно відзначався в місті Елевсін. З її культом пов'язують елевсінські містерії. То були таємні дійства, що провадилися в першій, закритій частині святкування культу, до якої допускалися в храм богині лише його жерці й утаємничені особи.
3. Надзвичайно поширений культ героїв, які глибоко шанувалися еллінами і вважалися засновниками різних міст. Святкування їхніх культів також передбачало виконання якихось ритуальних сцен і танців.
4. Культ померлих, відправа якого супроводжувалася "заупокійними плачами" - тренами, що перейшли в трагедію. Вона й закінчувалася, як правило, спільним плачем хору й акторів, що називався комосом ("ударами", як правило, у груди - виразом скорботи).

Процес формування трагедії був досить довгим, розпочався він приблизно в VII ст. до н. е. Після оформлення культу Діоніса, що поширився серед сільського населення Еллади з нечуваною швидкістю і став чи не найголовнішим його святом, починають виникати гімни на честь цього божества.
Вистава зазвичай починалась із виходу хору (т.зв. пародос) на сценічний майданчик — орхестру. У центральному в Елладі афінському театрі Діоніса в центрі орхестри стояв бюст цього бога. Іноді пародові передував або вступний монолог, або навіть сцена, де пояснювався сюжет або давалася його зав'язка. Ця вступна частина трагедії називалася прологом («переднім словом»). Далі спів хору чергувався з рухами, моно- і діалогами актора(ів), які називалися епейсодіонами. Проголосивши чергову репліку, актор ішов геть, і хор, залишившись сам, виконував стасим («стоячу пісню»). Зазвичай упродовж трагедії хор виконував три стасими, кожен з-поміж яких симетрично ділився на строфи й антистрофи, адже актори на орхестрі постійно рухалися (чи імітували рух нахилом тіла) то в один бік, то в другий. Пісня, яка виконувалася хором під час руху навколо статуї Діоніса з правого боку орхестри до лівого, називалася строфою, а під час зворотного руху хору — антистрофою. Строфи й антистрофи зазвичай складалися з однакової кількості віршів одного розміру, тобто були симетричними, і завершувалися пісенним фіналом — еподом. Крім того, їм могла передувати лаконічна промова керівника хору — корифея. Крім мовних і пісенних партій, у трагедії бував і коммос — спільна пісня хору й актора. Наприкінці вистави іноді додавалася фінальна пісня хору, т.зв. ексод.   
Між виходами на орхестру актори переодягалися або міняли маски в спеціально відведеному приміщенні поруч з орхестрою — скене (звідси пізніше — «сцена»). Збита з дощок (іноді у вигляді тенту), скене згодом почала виконувати ще й роль театральної декорації — на ній малювалися, наприклад, колони храму, дерева, море тощо (тобто те, що відповідало змісту трагедії). 
Вистави відбувалися  просто неба, найчастіше там, де утворювався природний амфітеатр, адже там найкраща акустика, а отже добре чути спів хору й репліки акторів. 
Через велетенський розмір театру, який масштабом і будовою нагадував сучасний стадіон, актори змушені були збільшувати свою статуру, аби їх могли побачити й почути глядачі навіть з останніх рядів: носили довжелезний одяг, яким маскували непропорційність своєї «вдосконаленої» фігури, оскільки робили дуже високі зачіски, взували на ноги котурни (сандалії чи інші пристрої — 30—40 і більше сантиметрів — підошвою, через що іноді акторові доводилося спиратися на посох), одягали величезні маски, у яких бували вмонтовані пристрої для посилення голосу, свого роду «мегафони». Отже, оскільки обличчя акторів були закритими, атрибутом їхньої майстерності міміка не була.

#### Зародження трагедії як жанру античного мистецтва
Трагедія по дорозі свого становлення проходить низку стадій, розвиваючись, на думку більшості дослідників, з дифірамбічного хорового творів жителів давнього Пелопоннеса. Аристотель пише щодо названого процесу таке: "від заспіву дифірамба … трагедія розрослася потроху, оскільки поети розвивали в ній її риси принаймні виявлення. Нарешті, відчувши багато змін, трагедія зупинилася, знайшовши нарешті притаманну їй природу. Що ж до числа акторів, то Есхіл перший довів його з однієї до двох, обмежив хорові частини й надав головну роль діалогу, а Софокл і запровадив трьох акторів і декорації. Що ж до величі, або від дрібних сказань і південь від потішного стилю трагедія, розвиваючись із сатирівської драми, далеко ще не відразу досягла своєї важливості". Треба зазначити, що сатирівська драма у цих, описаних Арістотелем, характеристиках існувала швидше, у V-IV ст. е., а до VI століття дійство сатирів охоплювало і трагічно-плачевну, і розбещено-веселу боку в нерозчленованій єдності. Саме з другого варіанта, і виділилася трагедія як жанр. Щодо дифірамба, це була надзвичайно важлива й насичена варіантами форма музичного мистецтва Еллади, і Пелопоннеса. "У дифірамбі еллінська музика вперше себе знаходить, без нього неможливо було розкішний розвиток хорових форм мистецтва Піндара чи трагіків". Дифірамб був втіленням усього розмаїття жагучих, містичних і емоційних мотивів музичного мистецтва греків, і, він був найбільш патетичною й досконалою формою вигляду хорової музики. Стрункість, патетика і внутрішнє розмаїття форм зробило дифірамб найпридатнішим варіантом оформлення культу героїв, і вони справді, пелопонесські та аттичні, героїчні дійства поступово переходять на дифірамбічну основу. Культ героїв, як буде показано нижче, був відмітним ознакою трагедії щодо містериальним дійствам, присвячених передусім богам. Отже, героїчний культ став однією з каталізаторів походження трагедії з дифірамба.
Ведучи мову про першовідкривача трагічного жанру, часто називають ім'я античного поета Феспіса, проте треба зазначити й пелопоннесця Аріона. За свідченням Свиди й Геродота, саме Аріон був винахідником трагічного ладу, виділив запевалу з хору (і саме, мабуть, виконував цією роллю), переробив дифірамб і звів його з обрядового дійства, до рівня мистецтва. Також вважав нервовохворою й Солон, у ">Елегіях" стверджував, що Аріон вперше запровадив дійство трагедії. Т.Ф. Зелінський говорить про Феспіса, що коли ставив його трагедії, то відчув вплив Аріона. А В.І. Іванов стверджує, що й етимологічно поняття трагедії має Пелопонеське походження, тоді як поняття комедії пов'язані з Аттикою. У цьому варто зауважити, що Аріон не винайшов сам дифірамб, лише модернізував давню традицію, що ж свідчить і міф про нього, називаючи його сином Киклея, тобто наступником обрядової традиції циклічного (кругового) хору. ">Аріонів дифірамб був героїчним дійством,яке виконувалось у VI столітті у честь Діоніса коринфійськими й фліасійськими (>Пратина драму Сатирів переносить до Афін з Фліунта) хорами ряджених, які іменувалися, як громади священних лицедіїв, з їхньої нормальної діонісійської маски демонічних супутників бога, "козлами" (>tragoi)". У цьому виді дифірамба вже виділено заспівувала, але він ще чи діє в одному ритмі з хором (остаточне виділення заспівувача і зміна їм віршованого розміру промови відбувається пізніше, особливо яскраво проявляючись вже із двох акторів, але це, за Аристотелем, відбувається вже за часів Эсхиле).
Й усе ж таки, справедливо буде вказати, що пелопонесській трагедії на аттичну, отже – на Феспіда та її послідовників, було абсолютним. Елементи, які були присутніми діонісійської драматичної традиції Пелопоннеса, були в сільськогосподарських культах Аттики споконвічно. До них належать і культ козловидних демонів, і культ власне Діоніса.Аттична драма також проходить стадію нерозчленованої єдності трагічно-мінорної і площадно-веселої частин. Власне, вплив Пелопоннеса залежить від способів постановки хорового співу, але також є певні відмінності. Приміром, хоратичні трагедії будуються не колом, а чотирикутником, а саме розташування театру переноситься з Агори на дерев'яний театр Діоніса на південному схилі Акрополя, в Афінах (підтвердження зв'язку трагедії на культ Діоніса). Чотирикутна побудова дифірамбиного хору пов'язана, на думку дослідників, з проєктуванням місця з борівелевсинських мистов, допущених до епоптії. Отже, аттична трагедія крім запозичених рис, мала і власні, як, наприклад, споконвічні аграрні культи й культ Діоніса, і навіть містерійні дійства, мали великий вплив на аттичну культуру, зокрема на драматичне мистецтво. Власне, зв'язкам аттичної трагедії з містеріями (особливо Елефсінськими) буде присвячений наступний розділ цієї роботи.
Отже, для античного трагічного мистецтва характерне трактування категорії "трагічного" в дещо іншій площині, ніж цій категорії трактується сучасними дослідниками. Давньогрецькі трагіки концентрують свою увагу здійснити фатальний необхідності, що гарантує певні наслідки через ту чи іншу дію героя, і навіть – на очищенні і поновленні першого стану справ, досяжних завдяки послідовному прийняттю своєї долі героєм. Категорія свободи як і має місце у античної трагедії, лише у її стоїчному розумінні – як свободи осмисленого прийняття року.

## Вплив давньогрецької трагедії на розвиток світової літератури
До тем, сюжетів і образів давньогрецької трагедії постійно звертались і звертаються митці різних епох і народів. Так, образ титана Прометея з трагедії Есхіла "Прометей закутий" відкриває галерею так званих вічних образів. Цей образ є у творах Гете, Байрона, Шеллі. Він надихав славетних майстрів пензля - Мікеланджело, Тиціана, Сальватора Розу, Рібейру; композиторів - Бетховена, Ліста, Скрябіна.
У роки Першої світової війни німецький письменник Вальтер Газенклевер на основі трагедії Софокла написав антимілітаристську драму "Антігона". 1927 року у Москві була поставлена ця п'єса, і роль Антігони успішно виконувала відома трагедійна актриса Аліса Коонен.
1942 року французький письменник Жан Ануй осучаснив античний сюжет у власній "Антігоні". Згодом Бертольд Брехт поставив Софоклову "Антігону", змінивши текст таким чином, що можна говорити про новий варіант трагедії.
Сучасні митці охоче використовували сюжети і образи давньогрецької трагедії. Всесвітньо відомими стали фільми італійського кінорежисера Пазоліні "Цар Едіп" та "Медея". Перший з них створений за мотивами трагедії Софокла "Едіп-цар", другий за сюжетом трагедії Еврипіда "Медея".
Не тільки теми, образи, сюжети давньогрецької трагедії приваблюють митців новогу часу, а й окремі елементи та прийоми античного театру. Зокрема, хор, який був обов'язковим персонажем грецького театру і коментував усе, що відбувалося на сцені, спробував відтворити у своїй виставі "Гайдамаки" український режисер Лесь Курбас (1920). Наслідуючи цей прийом давньогрецької трагедії, Курбас ввів у п'єсу хор із десяти вбраних у свитки жінок.
Час античної трагедії давно минув, а її життя триває. Теми і сюжети, герої і ситуації, образи і мотиви, жанри і віршові форми, породжені епохою класичної давньогрецької трагедії, продовжують захоплювати уяву драматургів, читачів, глядачів різних країн.